# Cabrera (República Dominicana)
Cabrera é uma cidade da República Dominicana pertencente à província de María Trinidad Sánchez.
Sua população estimada em 2012 era de 24 218 habitantes.